# 장재중
장재중(張在仲, 1971년 5월 19일 ~ )은 전 KBO 리그 LG 트윈스의 포수이자, 현 KBO 리그 KT 위즈의 배터리코치이다.

## 선수 시절

### 쌍방울 레이더스시절
1994년에 신고선수로 입단하였다.

### SK 와이번스시절
2000년에 입단하였다.

### LG 트윈스시절
2001년에 입단하였다.

### SK 와이번스복귀
2003년에 현역에서 은퇴했다가 2007년에 잠시 복귀했다.

## 야구선수 은퇴 후
LG 트윈스, SK 와이번스, KIA 타이거즈, 삼성 라이온즈, kt 위즈, 롯데 자이언츠에서 불펜코치, 배터리코치로 활동했다.

## 에피소드
- 쌍방울 시절 그는 1997년 8월 23일 삼성 라이온즈의 포수였던 김영진의 낫아웃 오판 사건의 상대 타자였다.[1] 이 사건 때문에 김영진은 2001년 4월 27일 한화 이글스로[2] 문책성 트레이드를 당했고 시즌 후 은퇴했다.
- 2010년 7월 6일 두산 베어스와의 경기에서 패하며 15연패를 기록하자, 흥분한 관중들이 KIA 타이거즈 선수단 버스 앞에서 선수단과 당시 감독이었던 조범현을 비난했다. 이에 그가 손가락으로 조용히 하라는 제스쳐를 취했고, 관중에게 욕을 했다고 알려져 논란이 일었다.[3] 이후 2011년 플레이오프 진출 실패로 조범현 사단이 해체되며 당시 KIA 타이거즈의 코치였던 황병일과 함께 삼성 라이온즈로 이적했다.

## 출신 학교
- 서울학동초등학교
- 선린중학교
- 선린인터넷고등학교
- 건국대학교

## 통산 기록
| 연도 | 팀명   | 타율  | 경기 | 타수 | 득점 | 안타 | 2루타 | 3루타 | 홈런 | 루타 | 타점 | 도루 | 도실 | 볼넷 | 사구 | 삼진 | 병살 | 실책 |
| ---- | ------ | ----- | ---- | ---- | ---- | ---- | ----- | ----- | ---- | ---- | ---- | ---- | ---- | ---- | ---- | ---- | ---- | ---- |
| 1994 | 쌍방울 | 0.091 | 10   | 11   | 0    | 1    | 0     | 0     | 0    | 1    | 0    | 0    | 0    | 0    | 0    | 5    | 0    | 1    |
| 1995 | 쌍방울 | 0.667 | 8    | 3    | 0    | 2    | 0     | 0     | 0    | 2    | 0    | 0    | 0    | 0    | 0    | 0    | 0    | 0    |
| 1996 | 쌍방울 | 0.100 | 16   | 10   | 1    | 1    | 0     | 0     | 0    | 1    | 0    | 0    | 0    | 1    | 0    | 2    | 0    | 1    |
| 1997 | 쌍방울 | 0.250 | 33   | 24   | 6    | 6    | 1     | 0     | 3    | 16   | 5    | 1    | 0    | 2    | 0    | 5    | 0    | 0    |
| 1998 | 쌍방울 | 0.237 | 97   | 241  | 20   | 57   | 9     | 2     | 1    | 73   | 17   | 4    | 1    | 14   | 2    | 34   | 8    | 3    |
| 1999 | 쌍방울 | 0.211 | 118  | 346  | 29   | 73   | 8     | 4     | 4    | 101  | 36   | 5    | 3    | 25   | 1    | 56   | 4    | 6    |
| 2000 | SK     | 0.245 | 94   | 212  | 20   | 52   | 10    | 0     | 2    | 68   | 21   | 2    | 2    | 14   | 2    | 30   | 9    | 3    |
| 2001 | LG     | 0.194 | 94   | 196  | 22   | 38   | 4     | 1     | 1    | 47   | 14   | 4    | 4    | 19   | 1    | 35   | 8    | 3    |
| 2002 | LG     | 0.222 | 69   | 108  | 13   | 24   | 2     | 1     | 2    | 34   | 7    | 3    | 0    | 8    | 1    | 18   | 1    | 1    |
| 2003 | LG     | 0.179 | 57   | 56   | 8    | 10   | 0     | 1     | 1    | 15   | 4    | 0    | 0    | 3    | 0    | 8    | 2    | 1    |
| 통산 | 5시즌  | 0.219 | 596  | 1207 | 119  | 264  | 34    | 9     | 14   | 358  | 104  | 19   | 10   | 86   | 7    | 193  | 32   | 19   |